# Булгаково (Башкортостан)
Булга́ково (баш. Булгаков) — село в Уфимском районе Башкортостана, административный центр Булгаковского сельсовета.

## География
Село находится на правом берегу реки Уршак в 21 км к югу от окраин Уфы. На юго-западе примыкает к лесному массиву.
Через село проходит автодорога P-240 Уфа — Оренбург, в селе от неё отходит автодорога в Белорецк и Магнитогорск, а также местные автодороги в Енгалышево (на Чишмы) и в Подлубово / Бузовьязы. В 8 км к северу от села находится аэропорт Уфа, вблизи него расположена ж.-д. станция Уршак на линии Уфа — Оренбург.
В селе есть микрорайон Аэропорт, возводится микрорайон Новобулгаково.

## История

### XVIII—XIX вв.
Село Булгаково было основано в 1785 г. как сельцо. По купчей от 11 апреля 1785 года башкиры д. Мусино Минской (или Муса-Минской) волости во главе с сотником Кундрясом Бердыгуловым продали надворному советнику Н. М. Булгакову «в вечное и потомственное владение впрок бесповоротно и без выкупу» землю, находящуюся по р. Уршак до леса Ксиурман, по реке Сухояш, до пашни д. Сихонкино и т. д.
Ровно через год Булгаков, в свою очередь, сам перепродал помещице Жердинской пятую часть приобретённой у башкир вотчины за 150 руб. Николай Булгаков 12 декабря 1812 года вновь приобрёл в собственность новые площади земель у тех же вотчинников Минской волости. Сельцо называли Алмантаево. Второе, вернее, первое название свидетельствует о том, что здесь был населённый пункт, жители которого могли быть чувашами, являвшимися припущенниками Минской волости и оставившими его ввиду истечения срока аренды. Новое сельцо Булгаково заимствовало, скорее сохраняло, старое имя Алмантаево.
В XIX веке село становится центром Воскресенской (Булгаковской) волости. Название волости происходит от названия церкви (каменную церковь построили в 1851 году), по имени которой оно называлось. В 1906 г. в составе этой волости находилось 28 селений с населением 10 489 человек.
В конце XIX века находились почтовое отделение, земская сельскохозяйственная школа, с начала XX века — ремесленное училище. Было 3 лавки.

### XX в.
В 1895 году село состояло из 129 дворов с 475 мужчинами и 492 женщинами. По непонятным причинам к 1906 г. произошло двойное уменьшение численности населения: 209 мужчин и 238 женщин. Сократилось и количество дворов до 73. Уровень конца XIX в. по этим двум параметрам так и не был достигнут и в 1920 году: 107 домов, 349 мужчин и 363 женщины.
В 1921 году в Уфу пришла телеграмма от Владимира Ильича Ленина, касающаяся вопросов посевной и последующего урожая:
Уфа. Председателю губисполкома. Прошу немедленно передать крестьянам села Бекетово, Булгаковской волости, Уфимского уезда (36 вёрст от Уфы по Оренбургскому тракту) Алексею Романовичу Шапошникову и Тарасу Григорьевичу Кондрову приглашение прибыть теперь же в Москву для совета по важным делам, касающимся крестьянства и крестьянского хозяйства. Срок пребывания в Москве — несколько дней. Командируйте для этого в Бекетово расторопного, дельного человека. В случае согласия немедленно устройте поездку в вагоне делегатов партсъезда, обеспечьте на дорогу продовольствием и всем необходимым, окажите всяческое внимание, заботливость. О последующем немедленно сообщите прямым проводом.

Предсовнаркома Ленин. 11.11.21
Данная телеграмма была подписана также наркомом продовольствия Александром Цюрупой.
По итогам совещания у Ленина был составлен второй документ:
Выдано настоящее удостоверение крестьянину деревни Бекетово, Булгаковской волости, Уфимского уезда, Уфимской губернии Шапошникову Алексею Романовичу в том, что он был вызван мною в Москву для беседы и совета по важному делу, касающемуся крестьянского хозяйства.
В данных им объяснениях и ответах гр. Шапошников А. Р. обнаружил добросовестное и честное отношение к делу. Предлагается всем советским властям РСФСР оказывать Шапошникову А. Р. всемерное содействие к возвращению по месту жительства и мирному труду.

### XXI в.
В настоящее время село переживает новую эпоху развития. В 2000-х гг. в Булгакове рассмотрен и принят план комплексного строительства. В мае 2010 г. было объявлено о проведении аукциона по продаже 250 гектаров земли в селе Булгаково. Целью продажи земли является застройка продаваемого владения.
По результатам торгов застройщику предстоит создать на этой площади целый комплекс, планируется построить не только малоэтажные дома, но и дороги, объекты инженерно-коммунальной инфраструктуры: школу, больницу, поликлинику, магазины, а также развлекательный центр.
В 2005 году Булгаково объединено с посёлком Троицкое.
Закон «О внесении изменений в административно-территориальное устройство Республики Башкортостан в связи с образованием, объединением, упразднением и изменением статуса населённых пунктов, переносом административных центров» от 20 июля 2005 года № 211-з гласил:

ст. 2. Объединить следующие населённые пункты с сохранением наименований:

7) в Уфимском районе:

посёлок Троицкое и село Булгаково Булгаковского сельсовета, установив объединённому населённому пункту тип поселения — село, с сохранением наименования «Булгаково»;

В 2023 году в селе построили школу в которой учится 890 детей.

## Население
| 2002 | 2009  | 2010  | 2021  |
| ---- | ----- | ----- | ----- |
| 2801 | ↗3280 | ↗3591 | ↗6717 |

Согласно переписи 2020 года, преобладающая национальность — русские (53,5 %), татары (24,8 %), башкиры (14,5 %).

## Религия
В селе есть православная церковь святителя Николая Чудотворца и мечети Мирас и София.

## Известные уроженцы
- Дёмин, Юрий Сергеевич - Председатель Верховного Совета Республики Башкортостан.
- Парфёнов, Юрий Васильевич (1946) — российский джазовый музыкант (труба, флюгельгорн, альтгорн), композитор. Заслуженный артист России (1997).